# Мокрая Ольховка (село)
Мокрая Ольховка — село в Котовском районе Волгоградской области России. Административный центр Мокроольховского сельского поселения.
Население — 860 (2010)

## История
Основано в середине XVIII веке государственными крестьянами из Тамбовской губернии. Название от реки Мокрой Ольховки. Также было известно как Пятисотное. В 1837 году построена деревянная церковь Казанской Божией Матери. В 1882 году открыто министерское одноклассное училище, в 1891 году — церковная школа грамотности. В конце XIX века в селе имелись доктор, фельдшер, акушерка, земская почтовая станция. В 1886 году земельный надел сельского общества составлял 11715 десятина удобной земли и 2568 десятины неудобной земли. Население села составляли бывшие государственные крестьяне. Село относилось к Гусельской волости Камышинскому уезду Саратовской губернии.
С 1928 года в составе Мокроольховского сельсовета Красноярского района Камышинского округа (упразднён в 1930 году) Нижне-Волжского края (с 1934 года — Сталинградского края). С 1935 года — административный центр Неткачевского района Сталинградского края, с 1936 года — Сталинградской области. В 1955 году в связи с ликвидацией Неткачевского района село передано в состав Молотовского района (с 1957 года — Красноярский район). В составе Котовского района — с 1963 года.
В районе села обнаружено несколько гигантских шаров яйцевидной формы диаметром 1-1,2 метра, находящиеся на глубине примерно 10-12 метров, которые оказались на поверхности после обрушившего грунт половодья. Местными и столичными исследователями выдвигается предположение, что это яйца околоводных или водных доисторических животных. Находки не транспортированы в музеи или научно-исследовательские лаборатории и никаким образом не охраняются, подвергаясь разрушению нахлынувшими после публикаций о находке туристами. Подобные образования недавно обнаружены и в песчаном карьере на северной окраине села.
В овраге где были найдены "каменные яйца" встречаются окаменевшие части деревьев и других живых организмов.

## География
Село находится в степной местности, в пределах Приволжской возвышенности, являющейся частью Восточно-Европейской равнины, на реке Мокрая Ольховка, на высоте около 160 метров над уровнем моря. Почвы тёмно-каштановые и чернозёмы.
Автомобильными дорогами село связано с селом Перещепное (13 км), посёлком станции Лапшинская (14 км), хутором Крячки (11 км). По автомобильным дорогам расстояние до районного центра города Котово — 30 км, до областного центра города Волгоград — 250 км. Ближайшая железнодорожная станция железнодорожной ветки Балашов-Петров Вал Волгоградского региона Приволжской железной дороги расположена в 13 км к югу от села.
Климат
Климат умеренный континентальный (согласно классификации климатов Кёппена — Dfa). Многолетняя норма осадков — 417 мм. Наибольшее количество осадков выпадает в июне — 49 мм, наименьшее в марте — 22 мм. Среднегодовая температура положительная и составляет + 6,3 °С, средняя температура самого холодного месяца января −10,1 °С, самого жаркого месяца июля +22,2 °С.
Часовой пояс
Мокрая Ольховка, как и вся Волгоградская область, находится в часовой зоне МСК (московское время). Смещение применяемого времени относительно UTC составляет +3:00.

## Население
Динамика численности населения
| 1897 | 1911 | 1939 | 1987  | 2002 |
| ---- | ---- | ---- | ----- | ---- |
| 3095 | 4337 | 2491 | ≈1200 | 1050 |

| 1860 | 1886  | 1891  | 1894  | 2010 |
| ---- | ----- | ----- | ----- | ---- |
| 1685 | ↗2756 | ↗2963 | ↗3089 | ↘860 |

## Инфраструктура
Личное подсобное хозяйство.
Основа экономики — сельское хозяйство.

## Транспорт
Доступен автомобильным и железнодорожным транспортом.
Действует остановочный пункт Приволжской железной дороги Мокрая Ольховка. Остановка общественного транспорта «Мокрая Ольховка».